# Borussia Verein für Leibesübungen 1900 Mönchengladbach 1969-1970
Questa voce raccoglie le informazioni riguardanti il Borussia Verein für Leibesübungen 1900 Mönchengladbach nelle competizioni ufficiali della stagione 1969-1970.

## Stagione
Nella stagione 1969-1970 il Borussia Mönchengladbach, allenato da Hennes Weisweiler, concluse il campionato di Bundesliga al 1º posto. In Coppa di Germania il Borussia Mönchengladbach fu eliminato ai quarti di finale dal Colonia.

## Rosa
| N. |                     | Ruolo | Calciatore           |
| -- | ------------------- | ----- | -------------------- |
|    | Germania (bandiera) | P     | Volker Danner        |
|    | Germania (bandiera) | P     | Wolfgang Kleff       |
|    | Germania (bandiera) | D     | Hartwig Bleidick     |
|    | Germania (bandiera) | D     | Heinz Koch           |
|    | Germania (bandiera) | D     | Ludwig Müller        |
|    | Germania (bandiera) | D     | Klaus-Dieter Sieloff |
|    | Germania (bandiera) | D     | Erwin Spinnler       |
|    | Germania (bandiera) | D     | Berti Vogts          |
|    | Germania (bandiera) | D     | Heinz Wittmann       |
|    | Germania (bandiera) | D     | Gerd Zimmermann      |

| N. |                      | Ruolo | Calciatore       |
| -- | -------------------- | ----- | ---------------- |
|    | Germania (bandiera)  | C     | Peter Dietrich   |
|    | Germania (bandiera)  | C     | Günter Netzer    |
|    | Germania (bandiera)  | C     | Winfried Schäfer |
|    | Germania (bandiera)  | A     | Werner Kaiser    |
|    | Germania (bandiera)  | A     | Horst Köppel     |
|    | Germania (bandiera)  | A     | Peter Kracke     |
|    | Germania (bandiera)  | A     | Herbert Laumen   |
|    | Danimarca (bandiera) | A     | Ulrik le Fevre   |
|    | Germania (bandiera)  | A     | Peter Meyer      |
|    | Germania (bandiera)  | A     | Herbert Wimmer   |

## Organigramma societario
Area tecnica
- Allenatore: Hennes Weisweiler
- Allenatore in seconda:
- Preparatore dei portieri:
- Preparatori atletici:

## Calciomercato

### Sessione estiva
| Acquisti | Acquisti             | Acquisti               | Acquisti |
| R.       | Nome                 | da                     | Modalità |
| -------- | -------------------- | ---------------------- | -------- |
| A        | Werner Kaiser        | Borussia M'gladbach II |          |
| A        | Ulrik le Fevre       | Vejle                  |          |
| D        | Ludwig Müller        | Norimberga             |          |
| D        | Klaus-Dieter Sieloff | Stoccarda              |          |

| Cessioni | Cessioni         | Cessioni               | Cessioni |
| R.       | Nome             | a                      | Modalità |
| -------- | ---------------- | ---------------------- | -------- |
| C        | Klaus Ackermann  | Kaiserslautern         |          |
| D        | Manfred Kempers  | Rheydter SV            |          |
| A        | Erwin Kremers    | Kickers Offenbach      |          |
| D        | Helmut Kremers   | Kickers Offenbach      |          |
| D        | Egon Milder      | Lucerna                |          |
| A        | Gerd Pittscheidt | Viktoria Colonia       |          |
| C        | Rudolf Pöggeler  | SV Victoria 11 Colonia |          |
| C        | Klaus Winkler    | Kickers Offenbach      |          |

## Risultati

### Bundesliga

#### Girone di andata
| Arbitro: | Tschenscher |

|                       |           |  |
| Wittkamp 35’ Wüst 80’ | Marcatori |  |

| Arbitro: | Schulenburg |

|                       |           |            |
| Kaiser 48’ Laumen 72’ | Marcatori | 11’ Starek |

| Arbitro: | Linn |

|                        |           |         |
| Kaiser 52’ Schäfer 75’ | Marcatori | 4’ Beer |

| Arbitro: | Horstmann |

|             |           |                       |
| Schämer 59’ | Marcatori | 13’ Kaiser 19’ Laumen |

| Arbitro: | Wengenmayer |

|           |           |             |
| Vogts 21’ | Marcatori | 85’ Geisert |

| Arbitro: | Siebert |

|                |           |            |
| Weist 61’, 89’ | Marcatori | 41’ Kaiser |

| Arbitro: | Schröck |

|                   |           |  |
| Netzer 27’ (rig.) | Marcatori |  |

| Brema 11 ottobre 1969, ore 15:30 CET 8ª giornata | Werder Brema | 0 – 0 referto | Borussia M'gladbach | Weserstadion (14 000 spett.)\| Arbitro: \| Seiler \| |
| Arbitro:                                         | Seiler       |               |                     |                                                      |

| Arbitro: | Schäfer |

|                                      |           |                |
| Vogts 26’ Laumen 29’, 46’ Wimmer 66’ | Marcatori | 34’ Sondermann |

| Arbitro: | Herden |

|  |           |                            |
|  | Marcatori | 14’ Müller 58’, 77’ Laumen |

| Arbitro: | Fritz |

|                                                       |           |             |
| Köppel 13’ Laumen 51’ Fevre 69’ Netzer 76’ Wimmer 87’ | Marcatori | 41’ Ionescu |

| Arbitro: | Basedow |

|          |           |            |
| Wild 90’ | Marcatori | 81’ Laumen |

| Arbitro: | Redelfs |

|                     |           |  |
| Köppel 8’, 33’, 61’ | Marcatori |  |

| Arbitro: | Tschenscher |

|  |           |           |
|  | Marcatori | 88’ Fevre |

| Arbitro: | Biwersi |

|                                              |           |  |
| Laumen 43’, 53’ Wimmer 50’ Dietrich 57’, 78’ | Marcatori |  |

| Arbitro: | Ott |

|           |           |                                   |
| Hönig 86’ | Marcatori | 65’ Dietrich 67’ Laumen 85’ Fevre |

| Arbitro: | Ohmsen |

|                                                               |           |              |
| Laumen 15’ Fevre 30’ Vogts 32’, 46’ Dietrich 62’ Bleidick 88’ | Marcatori | 75’ Dausmann |

#### Girone di ritorno
| Arbitro: | Aldinger |

|                       |           |  |
| Netzer 31’ Laumen 70’ | Marcatori |  |

| Arbitro: | Herden |

|          |           |  |
| Roth 28’ | Marcatori |  |

| Arbitro: | Siebert |

|             |           |  |
| Lippens 79’ | Marcatori |  |

| Arbitro: | Biwersi |

|            |           |                          |
| Köppel 68’ | Marcatori | 57’ Hölzenbein 63’ Heese |

| Arbitro: | Ohmsen |

|             |           |                                             |
| Geisert 22’ | Marcatori | 15’ Wimmer 57’ Netzer 62’ Laumen 78’ Köppel |

| Arbitro: | Binder |

|                                              |           |                      |
| Sieloff 21’ Netzer 34’ Laumen 38’ Köppel 53’ | Marcatori | 52’ Schütz 73’ Weist |

| Arbitro: | Frickel |

|  |           |            |
|  | Marcatori | 61’ Wimmer |

| Arbitro: | Tschenscher |

|           |           |  |
| Fevre 88’ | Marcatori |  |

| Arbitro: | Betz |

|  |           |           |
|  | Marcatori | 17’ Fevre |

| Arbitro: | Herden |

|                                  |           |                   |
| Fevre 30’ Wimmer 45’ Schäfer 68’ | Marcatori | 21’ (aut.) Müller |

| Arbitro: | Schulenburg |

|  |           |                                              |
|  | Marcatori | 36’ (aut.) Martinelli 64’ Laumen 87’ Sieloff |

| Arbitro: | Horstmann |

|            |           |                  |
| Köppel 18’ | Marcatori | 61’ Steffenhagen |

| Stoccarda 4 aprile 1970, ore 15:30 CET 30ª giornata | Stoccarda | 0 – 0 referto | Borussia M'gladbach | Neckarstadion (45 000 spett.)\| Arbitro: \| Redelfs \| |
| Arbitro:                                            | Redelfs   |               |                     |                                                        |

| Arbitro: | Tschenscher |

|                        |           |  |
| Sieloff 35’ Laumen 50’ | Marcatori |  |

| Arbitro: | Seiler |

|                  |           |  |
| Siemensmeyer 33’ | Marcatori |  |

| Arbitro: | Riegg |

|                                              |           |                                |
| Laumen 14’ Vogts 38’ Köppel 45’ Bleidick 47’ | Marcatori | 54’ Kremer 69’ Dörfel 85’ Fock |

| Arbitro: | Heckeroth |

|                                   |           |                                             |
| Krauthausen 16’, 76’ Fritsche 65’ | Marcatori | 8’ Dietrich 33’ Laumen 84’ Netzer 90’ Fevre |

### Coppa di Germania
| Arbitro: | Meuser |

|                   |           |                             |
| Kontny 65’ (rig.) | Marcatori | 47’, 85’ Laumen 61’ Schäfer |

| Arbitro: | Wohlfarth |

|            |           |                                    |
| Keller 64’ | Marcatori | 16’ Müller 48’ Heynckes 52’ Köppel |

| Arbitro: | Wengenmayer |

|                             |           |                                            |
| Vogts 52’ Müller 60’ (rig.) | Marcatori | 31’ Löhr 87’ (rig.) Biskup 93’ Hemmersbach |

## Statistiche

### Statistiche di squadra
| Competizione      | Punti | In casa | In casa | In casa | In casa | In casa | In casa | In trasferta | In trasferta | In trasferta | In trasferta | In trasferta | In trasferta | Totale | Totale | Totale | Totale | Totale | Totale | DR  |
| Competizione      | Punti | G       | V       | N       | P       | Gf      | Gs      | G            | V            | N            | P            | Gf           | Gs           | G      | V      | N      | P      | Gf     | Gs     | DR  |
| ----------------- | ----- | ------- | ------- | ------- | ------- | ------- | ------- | ------------ | ------------ | ------------ | ------------ | ------------ | ------------ | ------ | ------ | ------ | ------ | ------ | ------ | --- |
| Bundesliga        | 51    | 17      | 14      | 2       | 1       | 47      | 15      | 17           | 9            | 3            | 5            | 24           | 14           | 34     | 23     | 5      | 6      | 71     | 29     | +42 |
| Coppa di Germania | -     | 1       | 0       | 0       | 1       | 2       | 3       | 2            | 2            | 0            | 0            | 6            | 2            | 3      | 2      | 0      | 1      | 8      | 5      | +3  |
| Totale            | 51    | 18      | 14      | 2       | 2       | 49      | 18      | 19           | 11           | 3            | 5            | 30           | 16           | 37     | 25     | 5      | 7      | 79     | 34     | +45 |

### Andamento in campionato
| Giornata  | 1  | 2  | 3 | 4 | 5 | 6 | 7 | 8 | 9 | 10 | 11 | 12 | 13 | 14 | 15 | 16 | 17 | 18 | 19 | 20 | 21 | 22 | 23 | 24 | 25 | 26 | 27 | 28 | 29 | 30 | 31 | 32 | 33 | 34 |
| --------- | -- | -- | - | - | - | - | - | - | - | -- | -- | -- | -- | -- | -- | -- | -- | -- | -- | -- | -- | -- | -- | -- | -- | -- | -- | -- | -- | -- | -- | -- | -- | -- |
| Luogo     | T  | C  | C | T | C | T | C | T | C | T  | C  | T  | C  | T  | C  | T  | C  | C  | T  | T  | C  | T  | C  | T  | C  | T  | C  | T  | C  | T  | C  | T  | C  | T  |
| Risultato | P  | V  | V | V | N | P | V | N | V | V  | V  | N  | V  | V  | V  | V  | V  | V  | P  | P  | P  | V  | V  | V  | V  | V  | V  | V  | N  | N  | V  | P  | V  | V  |
| Posizione | 17 | 12 | 7 | 2 | 4 | 7 | 6 | 7 | 4 | 2  | 1  | 3  | 2  | 1  | 1  | 1  | 1  | 1  | 1  | 1  | 2  | 2  | 2  | 2  | 2  | 2  | 2  | 1  | 1  | 1  | 1  | 1  | 1  | 1  |

Legenda:

Luogo: C = Casa; T = Trasferta. Risultato: V = Vittoria; N = Pareggio; P = Sconfitta.

### Statistiche dei giocatori
!! colspan="4" | Totale

| Giocatore     | Bundesliga | Bundesliga | Bundesliga  | Bundesliga | Coppa di Germania W. Adler | Coppa di Germania W. Adler | Coppa di Germania W. Adler | Coppa di Germania W. Adler | 0        | 0    | 0           | 0          | 0 | 0 | 0 | 0 | 0 | 0 | 0 | 0 |
| Giocatore     | Presenze   | Reti       | Ammonizioni | Espulsioni | Presenze                   | Reti                       | Ammonizioni                | Espulsioni                 | Presenze | Reti | Ammonizioni | Espulsioni |   |   |   |   |   |   |   |   |
| H. Bleidick   | 28         | 2          | 0           | 0          | 3                          | 0                          | 0                          | 0                          | 31       | 2    | 0           | 0          |   |   |   |   |   |   |   |   |
| R. Bonhof     | 0          | 0          | 0           | 0          | 1                          | 0                          | 0                          | 0                          | 1        | 0    | 0           | 0          |   |   |   |   |   |   |   |   |
| V. Danner     | 1          | 0          | 0           | 0          | 0                          | 0                          | 0                          | 0                          | 1        | 0    | 0           | 0          |   |   |   |   |   |   |   |   |
| P. Dietrich   | 33         | 5          | 0           | 0          | 0                          | 0                          | 0                          | 0                          | 33       | 5    | 0           | 0          |   |   |   |   |   |   |   |   |
| U. Fevre      | 29         | 8          | 0           | 0          | 3                          | 0                          | 0                          | 0                          | 32       | 8    | 0           | 0          |   |   |   |   |   |   |   |   |
| J. Heynckes   | 0          | 0          | 0           | 0          | 2                          | 1                          | 0                          | 0                          | 2        | 1    | 0           | 0          |   |   |   |   |   |   |   |   |
| W. Kaiser     | 10         | 4          | 0           | 0          | 0                          | 0                          | 0                          | 0                          | 10       | 4    | 0           | 0          |   |   |   |   |   |   |   |   |
| W. Kleff      | 34         | 0          | 0           | 0          | 3                          | 0                          | 0                          | 0                          | 37       | 0    | 0           | 0          |   |   |   |   |   |   |   |   |
| H. Koch       | 0          | 0          | 0           | 0          | 0                          | 0                          | 0                          | 0                          | 0        | 0    | 0           | 0          |   |   |   |   |   |   |   |   |
| P. Kracke     | 2          | 0          | 0           | 0          | 0                          | 0                          | 0                          | 0                          | 2        | 0    | 0           | 0          |   |   |   |   |   |   |   |   |
| H. Köppel     | 34         | 9          | 0           | 0          | 3                          | 1                          | 0                          | 0                          | 37       | 10   | 0           | 0          |   |   |   |   |   |   |   |   |
| H. Laumen     | 34         | 19         | 0           | 0          | 3                          | 2                          | 0                          | 0                          | 37       | 21   | 0           | 0          |   |   |   |   |   |   |   |   |
| P. Meyer      | 1          | 0          | 0           | 0          | 0                          | 0                          | 0                          | 0                          | 1        | 0    | 0           | 0          |   |   |   |   |   |   |   |   |
| L. Müller     | 33         | 1          | 0           | 0          | 3                          | 2                          | 0                          | 0                          | 36       | 3    | 0           | 0          |   |   |   |   |   |   |   |   |
| G. Netzer     | 29         | 6          | 0           | 0          | 3                          | 0                          | 0                          | 0                          | 32       | 6    | 0           | 0          |   |   |   |   |   |   |   |   |
| B. Schrage    | 0          | 0          | 0           | 0          | 0                          | 0                          | 0                          | 0                          | 0        | 0    | 0           | 0          |   |   |   |   |   |   |   |   |
| W. Schäfer    | 26         | 2          | 0           | 0          | 1                          | 1                          | 0                          | 0                          | 27       | 3    | 0           | 0          |   |   |   |   |   |   |   |   |
| K. Sieloff    | 33         | 3          | 0           | 0          | 3                          | 0                          | 0                          | 0                          | 36       | 3    | 0           | 0          |   |   |   |   |   |   |   |   |
| E. Spinnler   | 2          | 0          | 0           | 0          | 0                          | 0                          | 0                          | 0                          | 2        | 0    | 0           | 0          |   |   |   |   |   |   |   |   |
| B. Vogts      | 34         | 5          | 0           | 0          | 3                          | 1                          | 0                          | 0                          | 37       | 6    | 0           | 0          |   |   |   |   |   |   |   |   |
| H. Wimmer     | 30         | 6          | 0           | 0          | 3                          | 0                          | 0                          | 0                          | 33       | 6    | 0           | 0          |   |   |   |   |   |   |   |   |
| H. Wittmann   | 0          | 0          | 0           | 0          | 0                          | 0                          | 0                          | 0                          | 0        | 0    | 0           | 0          |   |   |   |   |   |   |   |   |
| H. Wloka      | 0          | 0          | 0           | 0          | 0                          | 0                          | 0                          | 0                          | 0        | 0    | 0           | 0          |   |   |   |   |   |   |   |   |
| G. Zimmermann | 6          | 0          | 0           | 0          | 0                          | 0                          | 0                          | 0                          | 6        | 0    | 0           | 0          |   |   |   |   |   |   |   |   |